# کیلر (داغستان)
کیلر (به لاتین: Kiler) یک منطقهٔ مسکونی در روسیه است که در شهرستان دوکوزپارینسکی واقع شده‌است.